# Équipe de Suisse de football en 1946
Cet article présente les résultats de l'équipe de Suisse de football lors de l'année 1946.

## Bilan
|           | Nombre de matchs | Victoires | Défaites | Matchs nuls | Buts marqués | Buts encaissés |
| Domicile  | 1                | 1         | 0        | 0           | 1            | 0              |
| Extérieur | 4                | 0         | 4        | 0           | 6            | 17             |
| Neutre    | 0                | 0         | 0        | 0           | 0            | 0              |
| Total     | 5                | 1         | 4        | 0           | 7            | 17             |

## Matchs et résultats
| Match amical                            | Angleterre                              | 4 - 1   | Suisse          | Stamford Bridge, Londres                           |                                                    |
| 11 mai 1946 · Historique des rencontres | Carter 64e · Brown 73e 85e · Lawton 82e | (0 - 0) | 57e Friedländer | Spectateurs : 76 000 Arbitrage : Charles Delasalle | Spectateurs : 76 000 Arbitrage : Charles Delasalle |
| 11 mai 1946 · Historique des rencontres | Rapport                                 |         |                 | Spectateurs : 76 000 Arbitrage : Charles Delasalle | Spectateurs : 76 000 Arbitrage : Charles Delasalle |

| Match amical                            | Écosse                        | 3 - 1   | Suisse   | Hampden Park, Glasgow                           |                                                 |
| 15 mai 1946 · Historique des rencontres | Liddell 25e 28e · Delaney 35e | (3 - 1) | 1re Aeby | Spectateurs : 114 000 Arbitrage : Percy Stevens | Spectateurs : 114 000 Arbitrage : Percy Stevens |
| 15 mai 1946 · Historique des rencontres | Rapport                       |         |          | Spectateurs : 114 000 Arbitrage : Percy Stevens | Spectateurs : 114 000 Arbitrage : Percy Stevens |

| Match amical                               | Suède                                                                | 7 - 2   | Suisse                | Råsunda, Solna                                 |                                                |
| 7 juillet 1946 · Historique des rencontres | Gren 30e 55e 61e 79e · Nyström 42e · Courtat 66e (csc) · Nordahl 89e | (2 - 1) | 7e Lanz · 60e Courtat | Spectateurs : 37 487 Arbitrage : George Reader | Spectateurs : 37 487 Arbitrage : George Reader |
| 7 juillet 1946 · Historique des rencontres | Rapport                                                              |         |                       | Spectateurs : 37 487 Arbitrage : George Reader | Spectateurs : 37 487 Arbitrage : George Reader |

| Match amical                                  | Tchécoslovaquie                  | 3 - 2   | Suisse        | Lentá, Prague                                      |                                                    |
| 14 septembre 1946 · Historique des rencontres | Říha 4e · Klimek 53e · Janík 55e | (1 - 0) | 47e 64e Amadò | Spectateurs : 45 000 Arbitrage : Charles Delasalle | Spectateurs : 45 000 Arbitrage : Charles Delasalle |
| 14 septembre 1946 · Historique des rencontres | Rapport                          |         |               | Spectateurs : 45 000 Arbitrage : Charles Delasalle | Spectateurs : 45 000 Arbitrage : Charles Delasalle |

| Match amical                                 | Suisse      | 1 - 0   | Autriche | Wankdorf, Berne                                    |                                                    |
| 10 novembre 1946 · Historique des rencontres | Pasteur 88e | (1 - 0) |          | Spectateurs : 32 000 Arbitrage : Charles Delasalle | Spectateurs : 32 000 Arbitrage : Charles Delasalle |
| 10 novembre 1946 · Historique des rencontres | Rapport     |         |          | Spectateurs : 32 000 Arbitrage : Charles Delasalle | Spectateurs : 32 000 Arbitrage : Charles Delasalle |